# Robert Kraichnan
Robert Harry Kraichnan (né le 15 janvier 1928 à Philadelphie, mort le 26 février 2008 à Santa Fe) est un physicien américain connu pour ses travaux en mécanique des fluides en particulier sur la turbulence.

## Biographie
Robert Kraichnan obtient un Ph. D. au MIT en 1949 et entre à l'Institute for Advanced Study à Princeton où il est l'un des derniers assistants de Albert Einstein,,. Après un passage aux Laboratoires Bell de 1950 à 1952 il entre à l'Université Columbia puis en 1956 au Courant Institute of Mathematical Sciences de l'Université de New York.
À partir de 1962 il travaille comme consultant auprès du Laboratoire national de Los Alamos, de l'Université de Princeton, de l'Office of Naval Research, de l'Institut océanographique de Woods Hole et de la NASA.
En 2003 il retrouve un poste académique à l'Université Johns-Hopkins à Baltimore.
Après des premiers travaux concernant la mécanique quantique et la relativité Kraichnan se tourne vers l'étude de la turbulence. Successivement il s'attaque aux problèmes de fermeture des équations, de réalisabilité, d'invariance galiléenne, d'intermittence et de turbulence en magnétohydrodynamique. Ses travaux les plus connus concernent la turbulence bidimensionnelle liée à la physique de l'atmosphère où il met en évidence la cascade turbulente inverse et la cascade d'enstrophie. Il a par ailleurs travaillé sur la diffusion du son par la turbulence et la convection aux grands nombres de Rayleigh.

## Prix et distinctions
- Prix Otto Laporte de la Société américaine de physique en 1993[10].
- Prix Lars Onsager de la Société américaine de physique en 1997[11].
- Prix Dirac de l'International Centre for Theoretical Physics en 2003.

- Membre de l'Académie des sciences des États-Unis en 2000.

## Ouvrages
- (en) Robert H. Kraichnan, Invariance Principles and Approximation in Turbulence Dynamics, Fluid Dynamics Branch, Office of Naval Research, 1956
- (en) Robert H. Kraichnan, Lagrangian-History Closure Approximations for Turbulence, Defense Technical Information Center, 1964 (lire en ligne)
- (en) Robert H. Kraichnan, « Inertial Ranges in Two-Dimensional Turbulence », The Physics of Fluids, vol. 10, no 7,‎ 1967 (lire en ligne)
- (en) Robert H. Kraichnan, The Closure Problem of Turbulence Theory, Forgotten Books, 2017 (ISBN 1-3340-170-18)
- (en) Robert H. Kraichnan, Dynamics of Nonlinear Stochastic Systems, Forgotten Books, 2018 (ISBN 0-2603-6639-0)